# 藤川泰彰
藤川 泰彰（ふじかわ やすあき）は、日本の声楽家（テノール）、音楽教育者。

## 経歴
香川県高松市出身。1983年（昭和58年）国立音楽大学声楽学科卒業。在学中より布施隆治、中村義春に師事。大学卒業後は、郷里で教鞭をとるかたわら田口興輔のもとで声楽の勉強を続け、四国二期会のオペラ公演に参加。1983年（昭和58年）に松井和彦『泣いた赤鬼』の赤鬼を、1988年（昭和63年）にモーツァルト『魔笛』のタミーノを演じた。
1989年（平成元年）、1990年（平成2年）に東京オペラ・プロデュースによるヴェルディ『オテロ』に出演。1991年（平成3年）5月にBunkamura主催の日中合作オペラ『魔笛』の北京公演においてタミーノを演じ、11月のオーチャードホールでの公演にも同役で参加、いずれも好評を博している。1992年（平成4年）10月のBunkamura『魔笛』で再びタミーノ役を務めた後、五島記念文化賞新人賞受賞によりイタリア・ミラノで研修。G.ピサーニ、A.ポーラ、M.カルボーネ、C.カメリーニ、G.A.オンニベーネのもとでテノーレ・リリコとしての研鑽を積む。コンサート、イタリア放送協会出演など意欲的に活動。その後、モーツァルト『ドン・ジョヴァンニ』ドン・オッタービオ、同『コジ・ファン・トゥッテ』フェランド、ロッシーニ『アルジェのイタリア女』リンドーロ、プッチーニ『ラ・ボエーム』ロドルフォ、レオンカバッロ『道化師』ペッペなどで出演。1995年にはカーネギーホールでのベートーヴェン交響曲第9番演奏会にテノール・ソロで出演するなど、コンサートでも活躍している。帰国後、二期会公演の際、マエストロ  ピエール・ジョルジョ・モランディと共演し、イタリアの声ベルカントと賞賛された。その後、1996年（平成8年）11月21日には日本フィルハーモニー交響楽団 ワレリー・ゲルギエフ指揮リヒャルト・シュトラウス『サロメ』（演奏会形式）等、数々のオペラやコンサートに出演し、いずれも好評を得る。1997年（平成9年）五島記念文化賞海外研修帰国記念リサイタルを紀尾井ホールに於いて開催。1997年（平成9年）9月の二期会公演『メリー・ウィドウ』に出演。イタリア的な声と滑らかな発音を駆使した音楽作りは高い評価を集めている。
2000年（平成12年）12月23日水戸芸術館開館10周年記念事業クリスマス･コンサート2000に出演。2001年（平成13年）12月20日、21日には新日本フィルハーモニー交響楽団 井上道義指揮ベートヴェン『第九』ソリスト。2001年（平成13年）12月24日、25日には大阪フィルハーモニー交響楽団井上道義指揮『第九』ソリスト。2002年（平成14年）11月には二期会50周年記念公演のヴェルディ『椿姫』にアルフレード役で出演。2002年（平成14年）12月5日、6日には沼尻竜典指揮『第九』ソリスト。次第に円熟した歌唱を聴かせ、ヴェルディの『レクイエム』、モーツァルト『レクイエム』等、テノーレ・リリコ・ピエーノとしてのレパートリーにも積極的に取り組み、成果をあげている。他にも日生劇場・二期会の共催で、ベルク『ルル』アルヴァ、桐朋学園大学 ロッシーニ『チェレネントラ（シンデレラ）』ラミーロ王子、新国立劇場・山田耕筰『あやめ』時次郎、プッチーニ『ラ･ボエーム』ロドルフォ、マスカーニ『カヴァレリア･ルスティカーナ』トゥリッドゥ、ビゼー『カルメン』ドン・ホセ、などが印象深いものとして挙げられる。また2009年（平成21年）12月に行われたリサイタルではVincenzo Scalera（ドイツ語版）のピアノとのコラボレーションにチェロを加え、非常に幅の広い音楽的な公演を実現しアンコールでは会場がスタンディングオベーションとなるエンディングとなった。2011年（平成23年）2月27日藤沢市民交響楽団 小塚類指揮『第九』ソリスト。2011年（平成23年）11月6日第25回記念藤岡幸夫指揮関西フィルハーモニー管弦楽団『かがわ第九』ソリスト。 シューベルティアーデTOHO2013では『美しき水車小屋の娘』等に取り組み、今後も円熟期に入り表現の幅を広げている。

## 受賞歴
- 1989年（平成元年）第20回日伊声楽コンコルソ イタリア大使杯[2]
- 1990年（平成2年）第26回日伊声楽コンコルソ 第1位[2]
- 1992年度（平成4年度）第3回五島記念文化賞 オペラ新人賞[2]

## 教育活動
後進の育成にも力を入れており、桐朋学園大学非常勤講師。洗足学園音楽大学講師。国立音楽大学講師。桐朋女子高等学校音楽科教諭。
門下生には寺田宗永、所谷直生、川西祐毅、太田翔、窪田有起、吉田沙良、武田麻衣、佐藤丈史、坂井夕里、百瀬功汰、寺岡和哉、所谷直生、内田吉則、堅田優衣、黒岩修吉、高柳圭、小平圭子、岡田瞳などがいる。

## 社会活動
- 第11回東京国際声楽コンクール 神奈川地区大会審査員[27]
- 二期会会員[3]。
- 日伊協会会員[6]。

## ディスコグラフィー
- J.ブラームス ジプシーの歌/愛の歌 指揮：畑中良輔、ソプラノ：大島洋子・平松英子、アルト：菅有実子・永富啓子、テノール：藤川泰彰・星洋二、バス：志村文彦・堀野浩史、ピアノ：久邇之宜・谷池重紬子（2002年12月18日）ビクターエンタテインメント VICC-60315
- 中原中也生誕90年・没後60年メモリアル 復活・スルヤ演奏会’97 テノール／藤川泰彰ほか[28]